# Kasztanowiec biały w Jastarni
Kasztanowiec pospolity w Jastarni to jedna z atrakcji tego miasta. Właścicielem jest Skarb Państwa, a administruje nim Urząd Miejski w Jastarni.

## Historia
Kasztanowiec został posadzony około 1897 roku przez Walentego Strucka, mieszkańca Jastarni – Boru. Chciał on w ten sposób zostawić po sobie pamiątkę dla potomnych. Wkrótce potem wyjechał „za chlebem” na Alaskę i słuch o nim zaginął.
Dnia 30 września 1982 roku drzewo zostało zarejestrowane jako pomnik przyrody w głównym rejestrze w Warszawie pod numerem katalogowym 448.

## Wymiary
Rozpiętość korony wynosi 24 metry. Obwód podany na tablicy postawionej obok drzewa wynosi 3,21 m. Pomiar obwodu wykonany w 2024 roku dał wynik 3,68 m. Wysokość drzewa wynosi 18 metrów, a pierwsze konary znajdują się na wysokości 2,90 m.

## Lokalizacja
Drzewo rośnie pomiędzy ulicami Południową a Świętej Rozalii. Obok jest mały skwer z ławkami.